# 하오레이
하오레이(중국어: 郝蕾, 병음: Hao Lei, 한자음: 학뢰, 1978년 11월 1일 ~ )는 중국의 배우, 가수이다. 지린성 퉁화시에서 태어났으며 상하이 희극학원을 졸업했다. 2010년에 금마장 최우수 여우조연상을 수상했다.

## 방송
- 아시니적안
- 저매신랑
- 지하철

## 영화
- 스프링타이드 (2019년)
- 나미야 잡화점의 기적: 또 하나의 이야기 (2017년) - 따칭메이 역
- 아시니적안 (2016년)
- 천량지전: 새벽이 오기 전에 (2016년)
- 아현재상애: 나 이제 사랑하고 싶어 (2015년) - 왕 란 역
- 나는 과거를 살인한다 (2015년)
- 메이메이 쇼핑몰의 기적 (2015년) - 웬칭 역
- 디어리스트 (2014년) - 루샤오주안 역
- 황금시대 (2014년)
- 미스터리 (2012년)
- 수망자 (2011년)
- 네 번째 초상화 (2010년)
- 백은제국 (2009년)
- 여름 궁전 (2006년)
- 지하철 (2006년) - 부명명 역